# إسحاق ليو
إسحاق ليو (بالإنجليزية: Isaac Liu)‏ هو لاعب دوري الرغبي نيوزلندي، ولد في 26 أبريل 1991 في أوكلاند في نيوزيلندا.